# Paul Volcker
Paul Adolph Volcker (Cape May, 5 september 1927 - New York, 8 december 2019) was een Amerikaans econoom en centraal bankier.
Van 1969 tot 1974 was hij onderminister van het Amerikaanse ministerie van financiën en van 1975 tot 1987 was hij president van de Federal Reserve Bank van New York. Volcker werd vooral bekend als voorzitter van het Federal Reserve System (The Fed) - (vanaf augustus 1979 tot augustus 1987) - onder de Amerikaanse presidenten Jimmy Carter en Ronald Reagan.

## Biografie
Volcker trouwde 11 september 1951 met Barbara Marie Bahnson, zij stierf op 14 juni 1998. Samen kregen ze twee kinderen: een dochter (Janice) en een zoon (James). In 2009 verloofde hij zich met Anke Dening, die reeds geruime tijd zijn assistente was. In februari 2010 traden zij in het huwelijk. Hij overleed op 8 december 2019 in New York. Hij was 92 jaar oud.

## Voorzitterschap van de Federal Reserve
Volcker was een Democraat, die in 1979 door president Jimmy Carter tot voorzitter van de Federal Reserve werd benoemd. In 1983 werd hij door president Ronald Reagan herbenoemd.
Hij werd algemeen gezien als de man onder wiens Fed-voorzitterschap de Verenigde Staten de "stagflatiecrisis van de jaren 1970" hebben overwonnen. De inflatie, die met 13,5% in 1981 een hoogtepunt bereikte, werd verlaagd naar 3,2% in 1983. Dit had echter wel een prijs. De "Volckerschok" had aan de ene kant de ernstigste economische crisis in bijna vijftig jaar (1981-1983) tot gevolg, maar legde aan de andere kant wel de basis voor ruim twintig jaar economische groei (1984-2007).
Volcker verhoogde de federal funds rate die in 1979 gemiddeld 11,2% was, tot een piek van 20% in juni 1981. De prime rate steeg in 1981 tot 21,5%.
The Fed van Volcker ontlokte de sterkste politieke aanvallen en meest wijdverspreide protesten in zijn bestaan, vanwege de effecten van de hoge rentestanden op de bouw en de agrarische sector. Met als hoogtepunt dat, onder hoge hypotheken gebukt gaande, boeren in hun tractoren over C Street NW reden en het Eccles-gebouw blokkeerden.
Nobelprijswinnaar Joseph Stiglitz zei over hem in een interview:
Paul Volcker, de vorige voorzitter van de Fed, die er om bekendstaat dat hij de inflatie onder controle hield, werd ontslagen omdat de regering Reagan niet geloofde dat hij een goede dereguleerder was.
Congreslid Ron Paul die als een scherp criticus van de Fed bekendstaat, was over Volcker minder negatief dan over zijn voorgangers en opvolgers:
Ik zat in de late jaren 1970 en vroege jaren 1980 in het Congress en deed dienst in de House Banking Committee. Daar kon ik verschillende Federal Reserve voorzitters ondervragen: Arthur Burns, William Miller en Paul Volcker. Van deze drie had ik de meeste interactie met Volcker. Hij was aimabeler en slimmer dan de anderen, met inbegrip van de recentere voorzitters Alan Greenspan en Ben Bernanke.

## Tijd na zijn voorzitterschap vanThe Fed
April 2004 werd hij door de Verenigde Naties benoemd om het Iraakse Olie-voor-voedselprogramma van voor de Golfoorlog te onderzoeken op vermeende corruptie.
Van februari 2009 tot januari 2011 was hij voorzitter van de Economic Recovery Advisory Board onder president Barack Obama.

## Filmografie
- (2000) The First Measured Century - zichzelf
- (2002) Commanding Heights: The Battle for the World Economy - zichzelf
- (2002) The Tim McCarver Show - zichzelf
- (2004-2009) The Charlie Rose Show -zichzelf
- (2010) Inside Job - zichzelf
- (2011) Reagan - Thibeau De Meyer